# Neostylopyga salomonis
Neostylopyga salomonis är en kackerlacksart som först beskrevs av Robert Walter Campbell Shelford 1910.  Neostylopyga salomonis ingår i släktet Neostylopyga och familjen storkackerlackor. Inga underarter finns listade i Catalogue of Life.